# Rodrigo Macedo
Rodrigo Ribeiro de Macedo (Braga, 9 luglio 2003) è un calciatore portoghese, attaccante del Braga B.

## Carriera
È cresciuto nel settore giovanile del Braga, con cui ha debuttato l'11 dicembre 2022 nell'incontro di Taça da Liga vinto 2-0 contro il Paços Ferreira.
Il 9 marzo 2023 ha firmato rinnovato il contratto fino al 2026 ed il 1º agosto è stato ceduto in prestito al Moreirense.

## Statistiche

### Presenze e reti nei club
Statistiche aggiornate al 22 gennaio 2024.
| Stagione        | Squadra         | Campionato      | Campionato | Campionato | Coppe nazionali | Coppe nazionali | Coppe nazionali | Coppe continentali | Coppe continentali | Coppe continentali | Altre coppe | Altre coppe | Altre coppe | Totale | Totale | Totale |
| Stagione        | Squadra         | Comp            | Pres       | Reti       | Comp            | Pres            | Reti            | Comp               | Pres               | Reti               | Comp        | Pres        | Reti        | Pres   | Reti   |        |
| --------------- | --------------- | --------------- | ---------- | ---------- | --------------- | --------------- | --------------- | ------------------ | ------------------ | ------------------ | ----------- | ----------- | ----------- | ------ | ------ | ------ |
| 2022-2023       | Braga           | PL              | 0          | 0          | CP+CdL          | 0+1             | 0               | UEL+UECL           | 0                  | 0                  |             | -           | -           | 1      | 0      |        |
| 2023-2024       | Moreirense      | PL              | 4          | 0          | CP+CdL          | 0               | 0               |                    | -                  | -                  |             | -           | -           | 4      | 0      |        |
| Totale carriera | Totale carriera | Totale carriera | 4          | 0          |                 | 1               | 0               |                    | 0                  | 0                  |             | -           | -           | 5      | 0      |        |